# Comisario europeo de Salud y Seguridad Alimentaria
El comisario de Salud y Seguridad Alimentaria es el miembro del Colegio de Comisarios responsable de la cartera de salud pública, seguridad alimentaria y salud animal de la Comisión Europea .  

## Orígenes
En la formación de la Comisión Santer en enero de 1995 se incorporaron las competencias referentes a la salud pública a la cartera de Protección al Consumidor, creando la cartera de Comisario europeo de Salud y Política de Consumidores. 
En la formación de la Comisión Barroso, en noviembre de 2004, Markos Kyprianou asumió esta macrocartera, pero con la entrada de Bulgaria en la Unión Europea, el 1 de enero de 2007, Kiprianu retuvo las áreas competentes a la salud y Meglena Kuneva hizo lo propio con las áreas competentes a la política de consumidores. Sin embargo, el 9 de febrero de 2010, con la formación de la segunda Comisión Barroso, ambas áreas volvieron a fusionarse.
En la actual Comisión Juncker, las competencias de salud y las relativas a la política de consumidores, han vuelto a separarse entre dos carteras distintas. Por un lado, el lituano Vytenis Andriukaitis, ejerce de Comisario de Salud y Seguridad Alimentaria, y por otro, la checa Věra Jourová, que es eurocomisaria de Justicia, Consumidores e Igualdad de Género. 

## Lista de comisarios
| Comisión                                      | Inicio                                        | Fin                                           | Nombre                                        | Estado                                        | Partido                                       |
| Comisario de Salud y Política de Consumidores | Comisario de Salud y Política de Consumidores | Comisario de Salud y Política de Consumidores | Comisario de Salud y Política de Consumidores | Comisario de Salud y Política de Consumidores | Comisario de Salud y Política de Consumidores |
| Santer                                        |                                               |                                               |                                               |                                               |                                               |
| --------------------------------------------- | --------------------------------------------- | --------------------------------------------- | --------------------------------------------- | --------------------------------------------- | --------------------------------------------- |
| Santer                                        | 23 de enero de 1995                           | 15 de marzo de 1999                           | Emma Bonino                                   | Italia                                        | RI                                            |
| Marín                                         |                                               |                                               |                                               |                                               |                                               |
| 16 de marzo de 1999                           | 15 de septiembre de 1999                      | Emma Bonino                                   | Italia                                        | RI                                            |                                               |
| Prodi                                         |                                               |                                               |                                               |                                               |                                               |
| 16 de septiembre de 1999                      | 21 de noviembre de 2004                       | David Byrne                                   | Irlanda                                       | FF                                            |                                               |
| 1 de mayo de 2004                             | 21 de noviembre de 2004                       | Pavel Telička                                 | República Checa                               | ind.                                          |                                               |
| Comisario de Salud                            |                                               |                                               |                                               |                                               |                                               |
| Barroso I                                     |                                               |                                               |                                               |                                               |                                               |
| 22 de noviembre de 2004                       | 3 de marzo de 2008                            | Markos Kyprianou                              | Chipre                                        | DIKO                                          |                                               |
| 3 de marzo de 2008                            | 9 de febrero de 2010                          | Androulla Vassiliou                           | Chipre                                        | DIKO                                          |                                               |
| Comisario de Salud y Política de Consumidores |                                               |                                               |                                               |                                               |                                               |
| Barroso II                                    |                                               |                                               |                                               |                                               |                                               |
| 9 de febrero de 2010                          | 1 de noviembre de 2014                        | John Dalli                                    | Malta                                         | PN                                            |                                               |
| Comisario de Salud y Seguridad Alimentaria    |                                               |                                               |                                               |                                               |                                               |
| Juncker                                       |                                               |                                               |                                               |                                               |                                               |
| 1 de noviembre de 2014                        | 31 de noviembre de 2019                       | Vytenis Andriukaitis                          | Liechtenstein                                 | LSDP                                          |                                               |
| Von der Leyen                                 |                                               |                                               |                                               |                                               |                                               |
| 1 de diciembre de 2019                        | Actualidad                                    | Stella Kyriakides                             | Chipre                                        | Agrupación Democrática (PPE)                  |                                               |

Leyenda:
     Izquierda / ideología socialista
     liberal
     Derecha / ideología conservadora